# Fariba Sheikhan
Fariba Sheikhan Uriarte (Guernica, Vizcaya, 7 de marzo de 1988) es una actriz española, de origen persa, conocida principalmente por su papel como Inés Mendizábal en la serie diaria El secreto de Puente Viejo.

## Biografía  y formación
Empezó sus estudios de Interpretación en la Escuela Superior de Arte Dramático de Sevilla y en la Escuela de Cristina Rota, tras estudiar Magisterio de lengua extranjera, especialidad en Inglés. Además, se formó en teatro gestual y vocal con Mar Navarro y en cante y baile flamenco con Bibah Sheikh y la Farruca.

## Carrera
El Secreto de Puente Viejo
Actualmente es conocida principalmente por su papel de Inés en la serie de época El secreto de Puente Viejo, en la que interpreta a una chica que llega al pueblo en busca de su tía Candela (Aída de la Cruz). Poco antes de llegar al pueblo, en el bosque se encuentra a Bosco (Francisco Ortiz), durante el periodo en el bosque los sentimientos de Inés florecen y ella siente un amor imposible por este chico. Gracias a él entrará a trabajar como sirvienta de Francisca Montenegro (María Bouzas) ayudando a Fe (Marta Tomasa Worner) en La Casona. 
Tras una odisea de acontecimientos como la llegada de Amalia (Aída Flix), quien terminaría casándose con Bosco; el secuestro de Inés en los pasadizos secretos de la casona cuando Francisca Montenegro se entera de su embarazo de Bosco; el asesinato que realiza sobre el padre de Amalia, Melchor (Sebastián Haro) provocado indirectamente por Amalia; su huida junto a Amalia de los pasadizos a una cabaña apartada, en la que pasaría su embarazo mientras Amalia finge uno casi simultáneo (ya que esta última es estéril), etc. Tras todo esto y dar a luz en la cabaña, Amalia fingiría un parto casi simultáneo lo que le permitiría robarle al bebé y hacer creer a Inés que el suyo falleció.  Tras esto y muchos sucesos más, Inés terminará volviendo a la casona como ama de cría de Beltrán (su hijo) hasta mudarse al Jaral con Bosco, hecho que Amalia no soportará e irá enloqueciendo día a día. Inés termina presa justo al descubrir la verdad sobre su hijo y Amalia, más adelante, termina delatándose a sí misma y pudiendo Inés ser liberada, mientras que Amalia al intentar huir de un tren que la trasladaba a prisión termina falleciendo. 
Finalmente el amor de Inés y Bosco triunfa, hay boda, pero la felicidad es efímera: Inés padece diabetes, y pese a los diversos intentos por curarla, en 1922 no existía un tratamiento en sí (la insulina no estaba comercializada) y su enfermedad estaba muy avanzada. Termina muriendo en brazos de Bosco justo en el lugar donde se conocieron, dando fin a una de las etapas de El secreto de Puente Viejo.

## Filmografía

### Televisión
| Año         | Título                     | Personaje             | Cadena           | Datos         |
| ----------- | -------------------------- | --------------------- | ---------------- | ------------- |
| 2012        | Goenkale                   | Fariba                | ETB1             | 35 episodios  |
| 2013        | Bi eta bat                 | Merche                | Euskal Telebista | 60 episodios  |
| 2014 - 2015 | El secreto de Puente Viejo | Inés Lagàr Mendizábal | Antena 3         | 270 episodios |
| 2019        | Los nuestros               | Kurda inglesa         | Telecinco        | 1 episodio    |
| 2020 - 2023 | La unidad                  | Najwa                 | Movistar+        | 15 episodios  |
| 2021        | Élite: historias breves    | May Shanaa            | Netflix          | 1 episodio    |
| 2025        | Matices                    | Fariba                | SkyShowtime      | 8 episodios   |

### Cine
| Película | Película                   | Película  | Película                          | Película    |
| Año      | Título                     | Papel     | Director                          | Notas       |
| -------- | -------------------------- | --------- | --------------------------------- | ----------- |
| 2009     | After                      | -         | Alberto Rodríguez                 | Papel menor |
| 2011     | Alaba zintzoa              | -         | Alvar Gordejuela y Javier Rebollo | Papel menor |
| 2023     | Guy Ritchie's The Covenant | -         | Guy Ritchie                       | Secundaria  |
| 2025     | Adiós Madrid               | Francesca | Diego Corsini                     | Principal   |

#### Cortometrajes
- MARYLIN (2010) Voz en off.
- MILLENIUM (2011) PreZinebi52
- ASKE AZKENIK (2011) Nontzefilmak.
- SUCEDIÓ EN LA AZOTEA (2012), Dir. María Elorza Deias.
- PATERFILIA (2013), Dir. Íñigo Kintana.

- DENBORAREN ASTINDUAK. UPV

### Teatro
- BLACKBIRD (2014), de David Harrower con la compañía Tanttaka. Dir. Fernando Bernués.

### Videoclips
- Gauza arinen alde de Iker Lauroba

- Ez zaudenetik de  Lauroba

- Jodaje de Farid Farrahi, Teherán.